# Gonomyia houtensis
Gonomyia houtensis är en tvåvingeart som beskrevs av Alexander 1964. Gonomyia houtensis ingår i släktet Gonomyia och familjen småharkrankar. Inga underarter finns listade i Catalogue of Life.